# 西尼亞夫卡 (梅納區)
51°36′46″N 32°0′55″E / 51.61278°N 32.01528°E

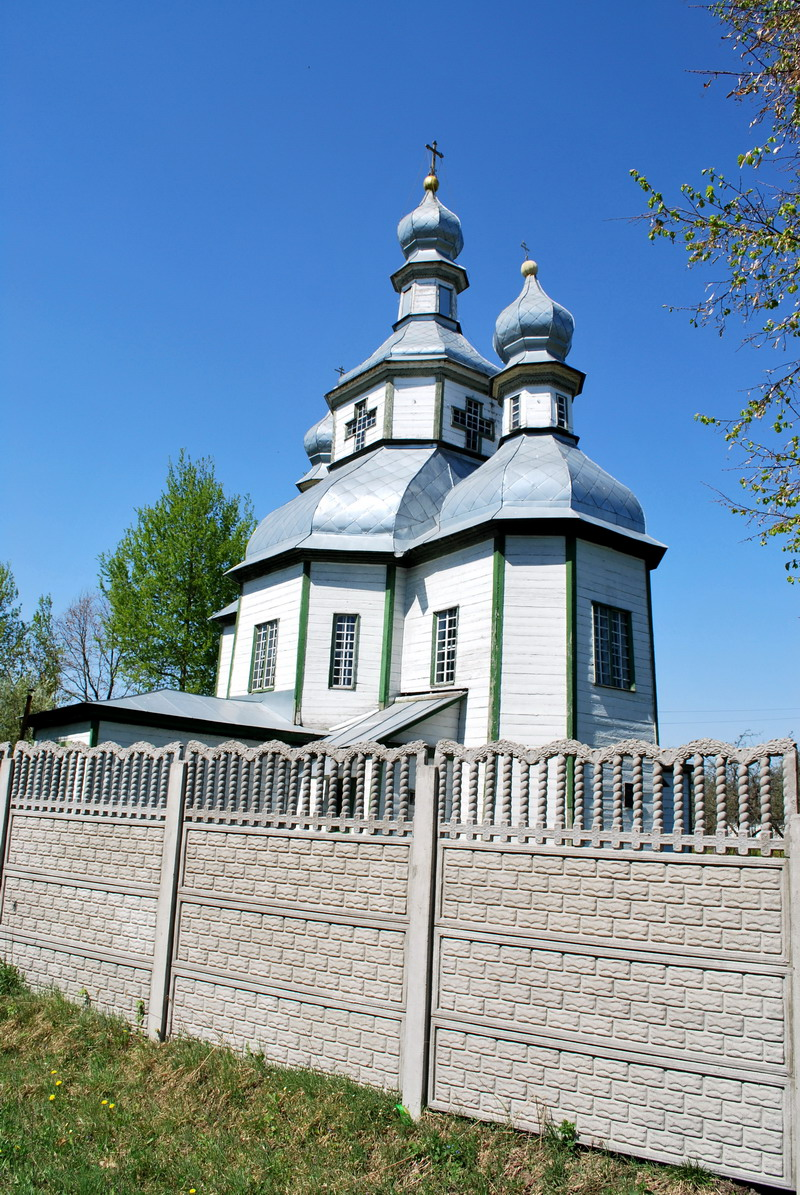

西尼亞夫卡（烏克蘭語：Синявка）是位於烏克蘭北部切爾尼戈夫州裏科留基夫卡區的村莊，始建於1300年，面積6.07平方公里，海拔高度142米，人口1,131，人口密度每平方公里186.3人。